# Adrapsa nigella
Adrapsa nigella är en fjärilsart som beskrevs av Swinhoe 1890. Adrapsa nigella ingår i släktet Adrapsa och familjen nattflyn. Inga underarter finns listade i Catalogue of Life.